# 포디엄

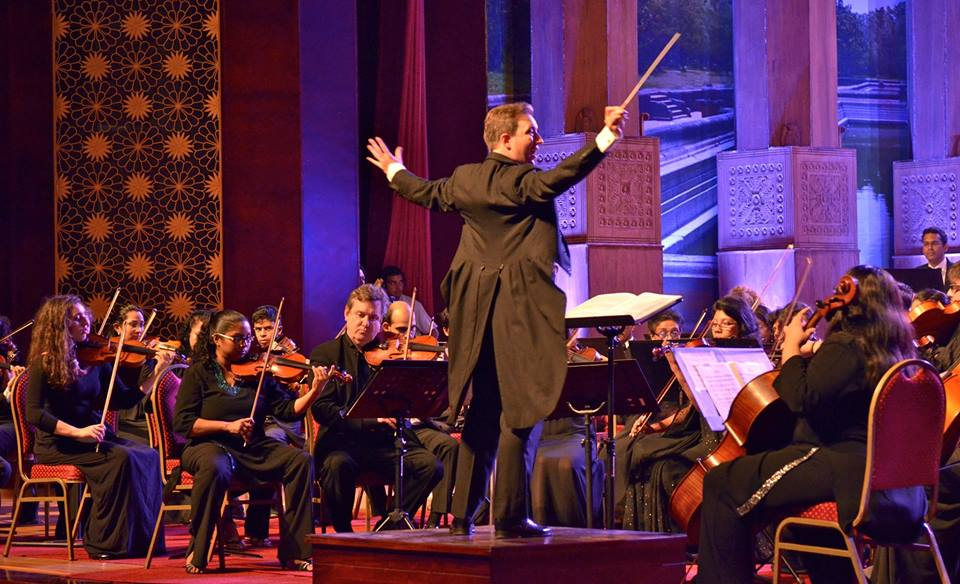
오케스트라 지휘자가 연단에 서서 음악가들이 보고 볼 수 있도록 한다.

포디엄(podium)은 주변부 위에 돌출된 플랫폼이다. 그리스어 단어 πόδι에서 왔다. 건축에서 건물은 큰 포디엄 위에 얹힐 수 있다. 또, 포디엄은 수많은 연설가들이 하는 것처럼 관현악단 스탠드의 지휘자처럼 사람의 높이를 높이는데 사용할 수 있다.
스포츠에서 포디엄은 경기에 참여한 3명의 참가자들을 기리기 위해 사용할 수 있다. 현대 올림픽에서 포디엄은 1930년 대영제국 게임(현재의 코먼웰스 게임)에 처음 사용되었다.

## 같이 보기
- 강대